# Rhinotyphlops lalandei
Espèce
Synonymes
- Typhlops lalandei Schlegel, 1839
- Onychophis franklinii Gray, 1845
- Onychophis fordii Gray, 1845
- Typhlops smithi Jan in Jan & Sordelli, 1860
- Typhlops lalandei paucisquamosa Boettger, 1883

Rhinotyphlops lalandei est une espèce de serpents de la famille des Typhlopidae.

## Répartition
Cette espèce se rencontre :
- en Afrique du Sud ;
- dans le sud-ouest du Zimbabwe ;
- au Mozambique ;
- dans l'est du Botswana.

Sa présence est incertaine en Namibie.

## Étymologie
Cette espèce est nommée en l'honneur de Pierre Antoine Delalande.

## Publication originale
- Schlegel, 1839 : Abbildungen neuer oder unvollständig bekannter Amphibien, nach der Natur oder dem Leben entworfen und mit einem erläuternden Texte begleitet. Arne and Co., Düsseldorf, p. 1-141 (texte intégral).